# Centrodesmus typicus
Centrodesmus typicus är en mångfotingart som beskrevs av Pocock 1894. Centrodesmus typicus ingår i släktet Centrodesmus och familjen orangeridubbelfotingar. Inga underarter finns listade i Catalogue of Life.